# 吳氏歧鬚鮠
吳氏歧鬚鮠（Synodontis woosnami），為輻鰭魚綱鯰形目倒立鯰科的其中一種，為熱帶淡水魚，分布於非洲三比西河上游、奧塔萬戈河與庫內內河流域，體長可達20.5公分，棲息在底中層水域，生活習性不明。